# 20 Y.O.
20 Y.O. is het negende album van de Amerikaanse zangeres Janet Jackson. Het album, uitgebracht door Virgin Records op 20 september 2006, 22 september 2006 (wereldwijd) en op 26 september 2006 (Canada en de Verenigde Staten).

## Naam
De naam slaat terug op Control, dat in 1986 haar eerste grote hit was. Het album zou eerst "20 Years Old" gaan heten maar na een suggestie van een fan tijdens een wedstrijd veranderde ze officieel de naam.

## Tracklisting
1. '20 (Intro)' [0:52]
2. 'So Excited' [3:13]
3. 'Show Me' [3:38]
4. 'Get It Out Me' [3:04]
5. 'Do It 2 Me' [4:05]
6. 'This Body' [4:10]
7. '20 Part 2 (Interlude)' [0:27]
8. 'With U' [5:08]
9. 'Call on Me' (met Nelly) [3:24]
10. '20 Part 3 (Interlude)' [0:28]
11. 'Daybreak' [4:20]
12. 'Enjoy' [4:30]
13. '20 Part 4 (Interlude)' [0:43]
14. 'Take Care' [5:43]
15. 'Love 2 Love' [5:03]
16. '20 Part 5 (Outro)' [1:03]